# Kindred (film)
Kindred is een Britse horrorfilm uit 2020 van Joe Marcantonio.

## Verhaal
Wanneer ze het nieuws ontvangt dat haar vriend Ben plotseling bij een ongeluk om het leven is gekomen, stort aanstaande moeder Charlotte in. Ze ontwaakt in het huis van Bens ouders, een oud landhuis, op een onbekende locatie samen met Bens moeder, Margaret, en haar stiefbroer Thomas, die vastbesloten zijn om voor haar te zorgen tot de baby er is. Geplaagd door hallucinaties veroorzaakt door de zwangerschap, en wetend dat haar vriend niet terugkomt, geeft Charlotte toe aan hun hulp. Maar naarmate de tijd verstrijkt en haar visioenen intenser worden, begint Charlotte te vermoeden dat de bedoelingen van de familie niet zo goed zijn als ze lijken.

## Rolverdeling
- Tamara Lawrance - Charlotte
- Fiona Shaw - Margaret
- Jack Lowden - Thomas
- Edward Holcroft - Ben
- Chloe Pirrie - Jane
- Anton Lesser - 	Dr. Richards
- Kiran Sonia Sawar - Linsey
- Michael Nardone - George
- Natalia Kostrzewa - Betty
- Toyah Frantzen - A&E Doctor